# Mary Elizabeth McGlynn
Mary Elizabeth McGlynn (Los Angeles, 16 oktober 1966) is een Amerikaanse stemactrice, zangeres, actrice en nasynchronisatie-regisseur, die vooral bekendstaat om haar werk in diverse animeseries en games als regisseur en actrice.
Bij het grote publiek is zij vooral bekend geworden door haar bijdrage aan de computerspelserie Silent Hill. In de diverse Silent Hill-spellen fungeerde zij als zangeres van diverse liedjes, als regisseur en actrice (Silent Hill HD Collection) en als producent. Haar doorbraak als nasynchronisatie-regisseur in de anime- en game-industrie kwam toen zij werd gevraagd de regie (nasynchronisatie) te doen van de animeserie Cowboy Bebop (zij speelde hierin tevens de rol van Julia). 
Aan het begin van haar carrière stond McGlynn soms ook wel bekend onder haar pseudoniem Melissa Williamson.

## Rollen
Bekende rollen in animeseries:
- als Julia in de serie Cowboy Bebop
- als  Shayla-Shayla en Queen Diva in El Harzard
- als Motoko Kusanagi in Ghost in the Shell: Stand Alone Complex
- als Nuriko in Fushigi Yuugi
- als Cornelia Li Britannia in Code Geass: Lelouch of the Rebellion
- als Helba in de .Hack//SIGN (en ook .Hack//Unison)
- als Kurenai Yuhi in Naruto
- als Gouverneur Arinhna Pryce in Star Wars Rebels

Haar bekendste rollen in computerspellen zijn:
- als Captain Dolce in Eternal Sonata
- als Nora Estheim in Final Fantasy XIII
- als Nina Williams in de Tekken-serie

Ook speelde zij in diverse tv-series:
- in Xena: Warrior Princess als Pandora (aflevering 'Cradle of Hope')
- in Quantum Leap als Sue Ann Winters
- in Star Trek: Voyager als Daelen
- in Walker, Texas Ranger als Merilee Summers

- Library of Congress Control Number: no2005058244
- MusicBrainz: a380bfdd-ed24-4e61-a08b-37abb8b6ec7f
- Virtual International Authority File: 9578519
- WorldCat: E39PBJktp9w6hcyRRdv9Mt69Xd